# Teleskop (Sternbild)
Das Teleskop (lateinisch Telescopium) ist ein Sternbild des Südhimmels.

## Beschreibung
Das Teleskop ist ein kleines, unscheinbares Sternbild südlich des Schützen (Sagittarius) und der Südlichen Krone (Corona Australis). Die offiziellen Grenzen des Sternbilds geben ihm das Aussehen eines Vierecks und wurden 1930 vom belgischen Astronomen Eugène Delporte festgelegt. Nur einer seiner Sterne, α Telescopii, ist heller als die 4. Größenklasse. Das Sternbild ist in mittleren und nördlichen Breiten nicht beobachtbar.

## Geschichte
Das Sternbild Teleskop wurde 1751–52 von dem Astronomen Nicolas Louis de Lacaille in seiner Himmelskarte (Planisphere contenant les Constellations Celestes comprises entre le Pole Austral et le Tropique du Capricorne, hrsg. 1756) unter der französischen Bezeichnung le Telescope neu eingeführt und sollte ein Luftfernrohr darstellen. In der zweiten Ausgabe seiner Karte (Coelum australe stelliferum, 1763) latinisierte Lacaille den Sternbildnamen zu Telescopium. Mit der Wahl des Namens wollte er an die Erfindung des Instruments erinnern, das so große Bedeutung für die Entwicklung der Astronomie hatte. Im von Johann Elert Bode entworfenen Sternatlas Uranographia, sive astrorum descriptio … (1801)  ist das Sternbild realistisch dargestellt. Die ursprüngliche Ausdehnung, die Lacaille dem Sternbild gegeben hatte, wurde von späteren Astronomen zugunsten anderer Sternbilder verkleinert. So wurde beispielsweise der von Lacaille Beta Telescopii genannte Stern später dem Schützen zugeordnet und trägt heute die Bezeichnung Eta Sagittarii.
Das Sternbild hat nichts mit dem von Hell in Würdigung der Entdeckung des Uranus im Jahre 1789 eingeführten, nicht mehr gebrauchten Sternbild Herschels Teleskop im heutigen Fuhrmann zu tun.

## Sterne
| B  | G  | Namen o. andere Bezeichnungen | m         | Lj   | Spektralklasse      |
| -- | -- | ----------------------------- | --------- | ---- | ------------------- |
| α  |    |                               | 3,51      | 279  | B3 IV               |
| ζ  |    |                               | 4,13      | 122  | K1 III-IV           |
| ε  |    |                               | 4,53      | 406  | K0 III              |
| λ  |    |                               | 4,85      | 493  | A0 V                |
| ι  |    |                               | 4,88      | 377  | K0 III              |
| δ1 |    |                               | 4,94      | 644  | B6 IV               |
| ξ  |    |                               | 4,94      | 748  | K5 III oder M1 IIab |
| η  |    |                               | 5,03      | 158  | A0 Vn               |
| δ2 |    |                               | 5,07      | 1130 | B3 III              |
| ρ  |    |                               | 5,17      | 190  | F6 V                |
| κ  |    |                               | 5,18      | 270  | G8 / K0 III         |
| ν  | 67 |                               | 5,33      | 169  | A7 III-IV           |
|    |    | HR 6819                       | 5,31–5,38 | 1200 | B3 II-III           |
|    | 51 | HR 7289                       | 5,37      | 702  | K3 III              |
|    |    | HR 6894                       | 5,44      | 267  | K0 / K1 III         |
| μ  |    |                               | 6,29      | 118  | F5 V                |

Der hellste Stern im Teleskop ist der 279 Lichtjahre entfernte α Telescopii. Es handelt sich um einen bläulich leuchtenden Stern mit der sechsfachen Masse und der 800fachen Leuchtkraft unserer Sonne.
ζ Telescopii ist ein 122 Lichtjahre entfernter, orange leuchtender Stern der Spektralklasse K1 III-IV. Er ist ebenso wie der rund 400 Lichtjahre entfernte dritthellste Stern des Sternbilds, Epsilon Telescopii, ein Einzelstern.

### Doppelsterne
Die Sterne δ1 und δ2 Telescopii erscheinen aufgrund ihres geringen Winkelabstandes am Himmel dem bloßen Auge als Doppelstern. Tatsächlich stehen sie nur von der Erde aus gesehen in einer Richtung. δ1 Telescopii ist etwa 640 Lichtjahre, δ2 1130 Lichtjahre entfernt. Einen schönen Doppelstern für Teleskope mit kleiner Öffnung bildet der 5,8m helle Stern HR 7548, ein etwa 410 Lichtjahre entfernter oranger Riese der Spektralklasse G8 oder K0, mit dem in etwa 23 Bogensekunden Winkeldistanz stehenden. 6,4m hellen weißen Hauptreihenstern HR 7549, welcher etwa der Spektralklasse A2 angehört.

### Veränderliche Sterne
| Stern | m             | Periode    | Typ                               |
| ----- | ------------- | ---------- | --------------------------------- |
| ξ     | 4,93          | -          | Unregelmäßig veränderlicher Stern |
| R     | 7,6 bis 14,8  | 467 Tage   | Mirastern                         |
| RR    | 6,5 bis 16,5  | -          | Symbiotische Nova                 |
| BL    | 7.09 bis 9,08 | 778,0 Tage | Algolstern                        |

ξ Telescopii ist ein 750 Lichtjahre entfernter Stern, der seine Helligkeit ohne erkennbare Periodizität verändert.

### NGC-Objekte
| Messier (M) | NGC  | sonstige | m   | Typ                  | Name |
| ----------- | ---- | -------- | --- | -------------------- | ---- |
|             |      | IC 4699  |     | Planetarischer Nebel |      |
|             | 6584 |          | 9,2 | Kugelsternhaufen     |      |
|             | 6725 |          |     | Galaxie              |      |
|             | 6754 |          |     | Galaxie              |      |
|             | 6761 |          |     | Galaxie              |      |
|             | 6851 |          |     | Galaxie              |      |

NGC 6584 ist ein 43.700 Lichtjahre entfernter Kugelsternhaufen. Zu seiner Beobachtung benötigt man ein größeres Teleskop.